# Olympische Winterspiele 2022/Teilnehmer (Irland)
| Gelbes Symbol für Goldmedaillen mit stilisierten Olympischen Ringen | Graues Symbol für Silbermedaillen mit stilisierten Olympischen Ringen | Braundes Symbol für Bronzemedaillen mit stilisierten Olympischen Ringen |
| ------------------------------------------------------------------- | --------------------------------------------------------------------- | ----------------------------------------------------------------------- |
| —                                                                   | —                                                                     | —                                                                       |

Irland nahm an den Olympischen Winterspielen 2022 in Peking teil. Es war die achte Teilnahme des Landes an Olympischen Winterspielen.

## Teilnehmer nach Sportarten
Das irische Olympische Komitee gab am 24. Januar den offiziellen Kader bekannt, der sechs Athleten, vier Männer und zwei Frauen, enthielt.

### Freestyle-Skiing
| Athleten      | Wettbewerbe | Qualifikation | Qualifikation | Finale        | Finale        | Rang |
| Athleten      | Wettbewerbe | Punkte        | Rang          | Punkte        | Rang          | Rang |
| ------------- | ----------- | ------------- | ------------- | ------------- | ------------- | ---- |
| Männer        |             |               |               |               |               |      |
| Brendan Newby | Halfpipe    | 47,00         | 20            | ausgeschieden | ausgeschieden | 20   |

### Rennrodeln
| Athlet       | Wettbewerb | Lauf 1       | Lauf 1 | Lauf 2       | Lauf 2 | Lauf 3       | Lauf 3 | Lauf 4        | Lauf 4        | Gesamt       | Gesamt |
| Athlet       | Wettbewerb | Zeit         | Rang   | Zeit         | Rang   | Zeit         | Rang   | Zeit          | Rang          | Zeit         | Rang   |
| ------------ | ---------- | ------------ | ------ | ------------ | ------ | ------------ | ------ | ------------- | ------------- | ------------ | ------ |
| Frauen       |            |              |        |              |        |              |        |               |               |              |        |
| Elsa Desmond | Einsitzer  | 1:01,608 min | 33     | 1:03,857 min | 34     | 1:02,254 min | 33     | ausgeschieden | ausgeschieden | 3:07,719 min | 33     |

### Ski Alpin
Für die alpinen Skiwettkämpfe hatte Irland je einen Quotenplatz pro Geschlecht.
| Athleten   | Wettbewerbe  | 1. Lauf     | 1. Lauf | 2. Lauf       | 2. Lauf       | Gesamt        | Gesamt        |
| Athleten   | Wettbewerbe  | Zeit        | Rang    | Zeit          | Rang          | Zeit          | Rang          |
| ---------- | ------------ | ----------- | ------- | ------------- | ------------- | ------------- | ------------- |
| Frauen     |              |             |         |               |               |               |               |
| Tess Arbez | Riesenslalom | DNF         | DNF     | ausgeschieden | ausgeschieden | ausgeschieden | ausgeschieden |
| Tess Arbez | Slalom       | 1:07,83 min | 55      | 1:06,78 min   | 48            | 2:14,61 min   | 48            |
| Tess Arbez | Super-G      | —           | —       | —             | —             | 1:25,18 min   | 42            |
| Männer     |              |             |         |               |               |               |               |
| Jack Gower | Abfahrt      | —           | —       | —             | —             | 1:47,61 min   | 31            |
| Jack Gower | Super-G      | —           | —       | —             | —             | DNF           | DNF           |
| Jack Gower | Riesenslalom | 1:08,30 min | 31      | 1:12,26 min   | 25            | 2:20,56 min   | 25            |
| Jack Gower | Kombination  | 1:45,16 min | 14      | 52,58 s       | 12            | 2:37,74 min   | 12            |

### Skilanglauf
Ursprünglich hatten drei irische Langläufer die Qualifikationsnorm erfüllt, der irische Ski-Verband entschied jedoch, dass nur ein Startplatz genutzt wurde und gab die beiden anderen zurück.
| Athleten                | Wettbewerbe     | Zeit        | Rang |
| ----------------------- | --------------- | ----------- | ---- |
| Männer                  |                 |             |      |
| Thomas Maloney Westgård | 15 km Klassisch | 40:01,5 min | 14   |
| Thomas Maloney Westgård | 30 km Skiathlon | 1:25:29,8 h | 43   |
| Thomas Maloney Westgård | 50 km Freistil  | 1:15:59,0 h | 29   |

### Snowboard
| Athleten        | Wettbewerbe | Qualifikation | Qualifikation | Finale        | Finale        | Rang |
| Athleten        | Wettbewerbe | Punkte        | Rang          | Punkte        | Rang          | Rang |
| --------------- | ----------- | ------------- | ------------- | ------------- | ------------- | ---- |
| Männer          |             |               |               |               |               |      |
| Seamus O’Connor | Halfpipe    | 57,00         | 15            | ausgeschieden | ausgeschieden | 15   |